# 羞羞女的恋爱考验
《羞羞女的恋爱考验》是雅秋乃創作的日本漫畫。連載於芳文社漫畫雜誌《Manga Time Kirara Forward》2011年6月號至2013年11月號，完結後於2014年6月號客串刊載。故事主要描述外冷內熱的超級害羞少女被愛之天使選上並賦予孵化愛之卵的任務，而要將卵孵化就必須要達成神所提出的各種課題和考驗。2013年推出動態漫畫，2014年推出廣播劇CD。

## 登場人物
神樂紗江（聲：平野綾）
桃丘高中2年級學生。被愛之天使選上並賦予孵化愛之卵的任務。戴平光眼鏡。
本田涼（聲：花江夏樹）
紗江的同學。
Loving100號（聲：藤田咲）
自稱「愛之天使」。在紗江完成任務後回到天界。
Loving101號（聲：堀江由衣（廣播劇CD））
園宮菊花（聲：下田麻美）
紗江的同學。
島村明弘（聲：岸尾大輔）
涼的同學。從高中一年級就認識。在歷史、科学、音樂等領域與涼合得來。
真木好（聲：日高里菜）
涼在文學社的學妹。
本田鈴（聲：牧野由依）
涼的妹妹。

## 出版書籍
| 冊數 | 芳文社         | 芳文社                 |
| 冊數 | 發售日期       | ISBN                   |
| ---- | -------------- | ---------------------- |
| 1    | 2011年12月12日 | ISBN 978-4-8322-4090-2 |
| 2    | 2012年5月12日  | ISBN 978-4-8322-4148-0 |
| 3    | 2012年11月12日 | ISBN 978-4-8322-4218-0 |
| 4    | 2013年5月11日  | ISBN 978-4-8322-4296-8 |
| 5    | 2013年10月27日 | ISBN 978-4-8322-4356-9 |

## 改編作品

### 動態漫畫
2013年發布動態漫畫。

### 廣播劇CD
2014年發售廣播劇CD。

## 外部連結
- はぢがーる （页面存档备份，存于）（日語）